# Eenporige ganzerikroest
De eenporige ganzerikroest (Frommeëlla tormentillae) is een schimmel behorend tot de familie Phragmidiaceae. Het is een biotrofe parasiet die spermogonia, urediniumvormige aecia, uredinia en telia vormt op de bladeren van de ganzerik (Potentilla).

## Verspreiding
In Nederland komt hij zeer zeldzaam voor. Hij is bekend uit onder meer Soesterberg, Texel en Baarn. 